# Andréas Hagström
Olof Andréas Hagström, född 23 oktober 1973 i Romelanda församling i Göteborgs och Bohus län, är en svensk konstvetare, curator och författare verksam i Göteborg.

## Biografi
Hagström är utbildad konstnär och studerade på Högskolan för fotografi och film 1998–2001 och Akademin Valand 2002–2004. Under perioden 2001–2020 arbetade han i olika roller på Göteborgs Konsthall, bland annat som programansvarig och som värd. Han var även med och curerade ett antal utställningar, bland annat Grafitta 2007 och separatutställningen med Erland Brand 2014.
Åren 2010–2016 verkade han som konstkritiker för tidningen Göteborgs Fria. År 2015 curerade han utställningen Influenser, referenser och plagiat om det tyska bandet Kraftwerks estetik, på Röhsska i Göteborg. År 2021 kom boken Göteborgs konsthall: en hundraårig konsthistoria ut på förlaget Null & Void, där Hagström var redaktör och huvudförfattare.
Från 2020 är Hagström arkiv- och biblioteksansvarig på Hasselblad Center och 2022 curerade han där, tillsammans med Louise Wolthers, utställningen Mörkrum/Svartklubb om Göteborgs fotoscen under perioden 1985–1995.